# دانشگاه دموکریتوس تراکی
دانشگاه دموکریتوس تراکی (به لاتین: Democritus University of Thrace) یک دانشگاه در یونان است.